# Nyílfarkú kolibri
A nyílfarkú kolibri (Schistes geoffroyi) a madarak osztályának sarlósfecske-alakúak (Apodiformes) rendjébe és a kolibrifélék (Trochilidae) családjába tartozó Schistes nem egyetlen faja. A nem alcsaládi besorolása a különböző szervezeteknél nem egységes, vannak amelyek a remetekolibri-formák (Phaethornithinae) alcsaládjába helyezik.

## Rendszerezése
A fajt Jules Bourcier francia természettudós írta le 1843-ban, a Trochilus nembe Trochilus geoffroyi néven. Sorolták az Augastes nembe Augastes geoffroyi néven is.

## Alfajai
- Schistes geoffroyi albogularis Gould, 1851
- Schistes geoffroyi chapmani (Berlioz, 1941)
- Schistes geoffroyi geoffroyi (Bourcier, 1843)[2]

## Előfordulása
Az Andokban, Bolívia, Kolumbia, Ecuador, Peru és Venezuela területén honos. Természetes élőhelyei a szubtrópusi és trópusi síkvidéki és hegyi esőerdők. Állandó, nem vonuló faj.

## Megjelenése
Testhossza 10 centiméter.

## Természetvédelmi helyzete
Az elterjedési területe rendkívül nagy, egyedszáma pedig stabil. A Természetvédelmi Világszövetség Vörös listáján nem fenyegetett fajként szerepel.